# Jacobus van ’t Hoff
Jacobus Henricus van ’t Hoff (ur. 30 sierpnia 1852 w Rotterdamie, zm. 1 marca 1911 w Steglitz) – holenderski chemik, laureat pierwszej Nagrody Nobla w dziedzinie chemii w 1901 roku.

## Życiorys
Był trzecim z siedmiorga dzieci Jakuba Henryka van ’t Hoffa i Alidy Jakuby Kolff. W 1869 rozpoczął studia na Politechnice w Delfcie. Dyplom uzyskał w 1871. Decyzję o poświęceniu się czysto naukowej karierze podjął po wakacyjnej pracy w cukrowni. Perspektywa zostania technologiem żywności była dla niego zbyt przytłaczająca.
Po roku spędzonym w Lejdzie pojechał do Bonn i tam pracował z Kekulém od jesieni 1872 do wiosny 1873. Ten okres poprzedzał następny, podczas którego współpracował z Charles’em Wurtzem w Paryżu. Ukończył tam dużą część programu. Wrócił do Holandii w 1874. W tym samym roku zakończył pracę doktorską pod kierownictwem E. Muldera i uzyskał tytuł doktora.
W 1876 został wykładowcą na Veterinary College w Utrechcie, ale już w następnym roku opuścił miasto i przyjął równoważną posadę na Uniwersytecie Amsterdamskim. W 1878 został mianowany profesorem chemii, mineralogii i geologii na tej uczelni. Po 18 latach pracy w Amsterdamie przyjął zaproszenie do Berlina i propozycję zostania honorowym profesorem oraz członkiem Pruskiej Akademii Nauk. Głównym powodem przyjęcia propozycji był nadmiar pracy (głównie duża liczba egzaminowanych studentów), który uniemożliwiał poświęcenie większej ilości czasu pracy naukowej. Był gorącym zwolennikiem stworzenia specjalnej kategorii pracowników naukowych. Na tym stanowisku pracował do końca życia. Był członkiem Królewskiej Holenderskiej Akademii Sztuk i Nauk. 

## Badania
Jego doktorat był zatytułowany Bijdrage tot de Kennis van Cyaanazijnzuren en Malonzuur (Wkład do wiedzy o kwasie cyjanooctowym i malonowym), jednak jego najważniejsza publikacja ukazała się kilka miesięcy wcześniej: Voorstel tot Uitbreiding der Tegenwoordige in de Scheikunde gebruikte Structuurformules in de Ruimte... (Propozycja rozwinięcia trójwymiarowych wzorów chemicznych). Ta publikacja, licząca 12 stron tekstu i jedną z wykresami, zapoczątkowała rozwój stereochemii. Koncepcja asymetrycznego atomu węgla, będąca założeniem dzieła, pomogła wytłumaczyć istnienie kilku izomerów, niedające się wytłumaczyć w oparciu o zwykły wzór strukturalny. W tym samym czasie zauważył istnienie zależności między aktywnością optyczną a istnieniem chiralnego atomu węgla.
Jego poglądy zostały zaakceptowane po ukazaniu się dzieła Chimie dans l’Espace (Chemia w przestrzeni). Na szczególną uwagę zasługuje opublikowane w 1877 niemieckie wydanie ze wstępem J. Wislicenusa. W swoim Dix Années dans l’Histoire d’une Théorie (Dziesięć lat historii teorii) zwrócił uwagę na fakt, iż J.A. Le Bel niezależnie doszedł to takich samych wniosków jak on sam, chociaż w bardziej abstrakcyjnej formie.
W 1884 ukazała się książka Études de Dynamique chimique (Badania nad chemią kinetyczną), w której po raz pierwszy wszedł na grunt chemii fizycznej. Najważniejszą część stanowiło wyprowadzenie głównej termodynamicznej zależności między ciepłem reakcji a przesunięciem równowagi wskutek zmian temperatury, która jest nazywana izotermą van ’t Hoffa lub izotermą reakcji. Przy stałej objętości równowaga reakcji ulegnie zmianie w kierunku przeciwnym do temperatury (a narzuconym przez układ). W ten sposób obniżenie temperatury powoduje oddanie ciepła, natomiast jej podwyższenie jego absorpcję. Ta reguła została dołączona w 1885 do obowiązującej reguły Le Chateliera-Brauna (reguły przekory). Dziś jest ona nazywana również regułą van ’t Hoffa-Le Chateliera. Ten pierwszy sformułował też empiryczną regułę dotyczącą kinetyki chemicznej, dotyczącą zależności szybkości reakcji od temperatury, znaną jako reguła van ’t Hoffa (poprzedzającą opracowanie przez Svantego Arrheniusa, nazwanego później jego imieniem, równania opartego na podstawach teoretycznych).
W następnym roku wydał l’Equilibre chimique dans les systèmes gazeux ou dissous à l’état dilué (Równowaga chemiczna w gazach lub silnie rozcieńczonych roztworach), która dowodzi teorii rozcieńczonych roztworów. Pokazał, że w dostatecznie rozcieńczonych roztworach ciśnienie osmotyczne jest proporcjonalne do temperatury absolutnej, więc to ciśnienie może być przedstawione wzorem różniącym się od wzorów dla gazów jedynie współczynnikiem i. Zależność ta jest do dziś nazywana równaniem van ’t Hoffa.
Jego prawa dotyczące ciśnień stały się podstawą teorii dysocjacji elektrolitycznej Svantego Arrheniusa (1884–1887) – pierwszego z obcokrajowców, który przybył do Amsterdamu, aby z nim pracować.
Podczas swojego pobytu w Berlinie zastanawiał się nad pochodzeniem złóż oceanicznych, zwracając szczególną uwagę na te utworzone w Staßfurcie. Jego długim współpracownikiem był W. Meyerhoffer, który wcześniej przez pewien czas pracował z van ’t Hoffem w Amsterdamie. Rezultaty jego badań, głównie publikowane w „Proceedings of the Prussian Academy of Sciences”, zebrał on w dwutomowym dziele Zur Bildung ozeanischer Salzablagerungen (1905–1909).
Van ’t Hoff doceniał rolę wyobraźni w pracy naukowej, o czym dobitnie świadczyło jego inauguracyjne wystąpienie, gdy otrzymał godność profesora w Amsterdamie. W Verbeeldingskracht in de Wetenschap (Potęga wyobraźni w nauce), opierając się na dokładnej analizie biografii wybitnych naukowców, doszedł do wniosku, że większość z nich w znacznym stopniu posiadło tę zdolność. Razem z Wilhelemem Ostwaldem założył Zeitschrift für physikalische Chemie w Lipsku i obaj zostali uznani za ojców chemii fizycznej.

## Nagrody i wyróżnienia
Sam zaznaczał, że – dzięki otrzymaniu pierwszej Nagrody Nobla – rok 1901 był szczytowym okresem jego kariery. Wcześniej, w 1885, mianowano go członkiem Królewskiej Holenderskiej Akademii Nauk. Na uwagę zasługuje fakt, że w 1880 nie został członkiem Akademii z powodu nieuzyskania dostatecznej liczby głosów, co dowodzi, że początkowo jego idee nie były dobrze przyjmowane w ojczyźnie. W 1895 odznaczony Pour le Mérite za Naukę i Sztukę. Ponadto otrzymał tytuł doctora honoris causa na Uniwersytecie Harvarda (1901), Uniwersytecie Yale (1901), Uniwersytecie Wiktorii w Manchesterze (1903) i Uniwersytecie Heidelberskim (1908). Został odznaczony Medalem Davy’ego, przyznawanym przez Towarzystwo Królewskie (1893), Medalem Helmholtza, przyznawanym przez Pruską Akademię Nauk (1911), oraz mianowany Kawalerem Legii Honorowej (1894) i Senatorem Towarzystwa Cesarza Wilhelma (1911). Był również członkiem honorowym Towarzystwa Chemicznego w Londynie (1898), Królewskiej Akademii Nauk w Getyndze (1892), Amerykańskiego Towarzystwa Chemicznego (1898), Académie des Sciences w Paryżu (1905).

## Życie prywatne
Van ’t Hoff kochał przyrodę. Jako student w Lejdzie uczęszczał na wycieczki z botanikami. Również podczas pobytu w Bonn często chadzał na piesze wycieczki po górach. Uwielbiał poezję. Jego idolem był George Gordon Byron.
W 1878 poślubił Joannę Mees. Mieli dwie córki: Joannę (ur. 1880) i Aleidę (ur. 1882) oraz dwóch synów: Jakuba (ur. 1883) i Gowerta (ur. 1889).